# Франц Карл Ахард
Франц Карл Ахард, французька вимова прізвища — Ашар (нім. Franz Carl Achard, 28 квітня 1753, Берлін — 20 квітня 1821, село Кунерн, Сілезія) — німецький хімік, фізик і біолог. Член Прусської академії наук. Відомий перш за все як винахідник способу одержання цукру з буряку й основоположник промислового його виробництва.

## Біографія
Франц Карл Ахард народився 28 квітня 1753 року у Берліні. Його батько, Макс Гійом Ахард, був проповідником, потомком гугенотів, що втекли із Франції. Франц Ахард вивчав хімію і фізику у Берліні. З 20 років відвідував «Гурток друзів природничих наук» і познайомився з Андреасом Маргграфом, тодішнім директором фізичних класів у Академії наук і винахідником наявності цукру у буряках.
У 1776 році Ахарда було обрано до Прусської академії наук. Після відставки А. Маргграфа, Ахард очолив фізичні класи в академії. 1782 року його було обрано членом Шведської королівської академії наук.
Ашар розробив спосіб отримання цукру з цукрових буряків. Починаючи з 1789 року, він посадив у своєму маєтку під Берліном різні рослини, що містять цукор. Незабаром він вважав, що використання буряків є найефективнішим для отримання цукру. Наступного року він вивчав різні сорти буряка і вплив добрив. Дослідження були перервані через пожежу в садибі і продаж її. Продовжив досліди в іншій садибі.
У 1801 році, за підтримки короля Пруссії Фрідріха-Вільгельма III, відкрив у селі Кунерн у Селезії (нині в межах Польщі) перший у Європі цукровий завод, що працював з використанням буряків. У 1802 році переробка 400 тонн буряка зі ступенем ефективності 4 %.
Через фінансові труднощі в результаті декількох пожеж в 1806 році його заводи оголосили банкрутами в 1815 році. Він помер знедолений в 1821 році. У середині 19-го століття онук Ахарда Антон Вільям Вальдемар Ахард в Америці успішно розвивав бурякоцукрове виробництво в Мічигані. [джерело?]

## Наукова діяльність
У 1794 році, Ахард побудував оптичний телеграф між Шпандау і Бельвю. Він винайшов свій пристрій за один рік до К. Шаппа.
У 1784 році зробив перший платиновий тигель, що дозволило робити аналіз важкорозчинних мінералів.